# Langues mixe-zoque
Les langues mixe-zoque sont une famille de langues amérindiennes parlées au Mexique.

## Classification

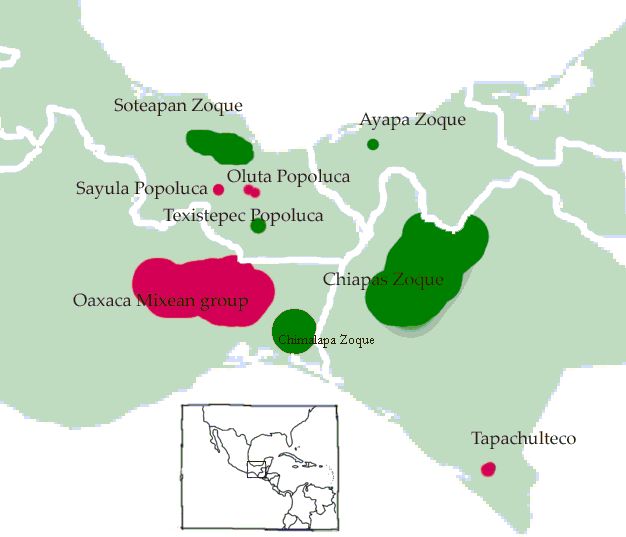
Les langues mixe-zoque

Les langues mixe-zoque sont considérées comme n'étant pas génétiquement reliées à d'autres familles de langues amérindiennes.

## Classification interne
La famille se compose de deux branches, les langues mixe et les langues zoque.
- Langues mixe[1] ou langues mixanes (en)
  - mixe stricto sensu
    - mixe
    - popoluca de Sayula
    - popoluca d'Oluta

  - tapachultèque (en)
- Langues zoques[2]
  - zoque de Veracruz
    - popoluca de la Sierra
    - popoluca de Texistepec

  - zoque stricto sensu
    - zoque du Chiapas
    - zoque d'Oaxaca
      - zoque de Santa Maria Chimalpa
      - zoque de San Miguel Chimalpa